# Теодор Седларски
Теодор Венков Седларски е български политик, министър на икономиката в служебното правителство на Огнян Герджиков.

## Биография
Роден е през 1978 г. в Бургас. Завършва бакалавърска степен по стопанско управление и магистратура по бизнес администрация/организационно развитие в Софийския университет. По-късно специализира нова институционална икономика към Икономическия университет във Виена. През 2009 г. специализира в Университета за икономически, правни и социални науки в Санкт Гален. През 2005 г. започва работа в катедрата по Икономика на Стопанския факултет на Софийския университет, където води лекции по Икономика на труда, Макроикономика и Микроикономика. От 2009 г. е доктор по Икономика на Софийския университет. Ръководител е на Центъра за икономически теории и стопански политики на университета. През 2015 г. е избран за декан на Стопанския факултет. Щатен преподавател е и в катедра "Икономикс" на УНСС. От 27 януари до 4 май 2017 г. е министър на икономиката в служебното правителство на Огнян Герджиков.